# International Movement for Monetary Reform
O Movimento Internacional para a Reforma Monetária é uma organização mundial de reforma monetária com organizações membros em 27 países, fundada em 2013 por iniciativa da organização britânica Positive Money. Seu objetivo político é substituir a criação de dinheiro por empréstimos bancários por um sistema que cria dinheiro livre de dívidas.